# NHL系列
NHL是由EA加拿大制作、艺电发行的冰球模拟游戏系列。游戏获得國家冰球聯盟（NHL）的许可。
NHL系列的首作是于1991年在Mega Drive上发行的《NHL冰球》。